# No hay nadie más
«No hay nadie más» es una canción y sexto sencillo oficial en solitario del cantante y compositor colombiano Sebastián Yatra, de su álbum debut Mantra, lanzado a finales del mes de enero de 2018.

## Vídeo musical
El videoclip de la canción fue grabado en la Patagonia argentina, y fue dirigido por David Bohórquez, Al momento de su lanzamiento obtuvo más de 50.000 reproducciones en el canal VEVO del artista en YouTube. Actualmente ya cuenta con más de 1 millón.

## Lista de canciones

### Descarga digital
| No hay nadie más — Single |                    |          |  |
| N.º                       | Título             | Duración |  |
| 1.                        | «No hay nadie más» | 3:17     |  |

## Premios y nominaciones
| Año  | Premiación                 | Categoría     | Resultado | Ref.  |
| ---- | -------------------------- | ------------- | --------- | ----- |
| 2018 | MTV Millenial Awards       | Vídeo del año | Nominado  | [ 8 ] |
| 2018 | Kids' Choice Awards México | Hit favorito  | Nominado  | [ 9 ] |